# Anelassorhynchus branchiorhynchus
Anelassorhynchus branchiorhynchus is een lepelworm uit de familie Thalassematidae.
De wetenschappelijke naam van de soort werd in 1915 gepubliceerd door Annandale & Kemp.